# Messier 47
A Messier 47 (más néven M47, vagy NGC 2422) egy nyílthalmaz a Puppis csillagképben.

## Felfedezése
Az M47 nyílthalmazt valamikor 1654 előtt fedezte fel Giovanni Battista Hodierna. Charles Messier francia csillagász 1771. február 19-én függetlenül újra felfedezte, majd katalogizálta. A pozíciószámítások során Messier egy előjelhibát vétett, így 1959-ig nem sikerült azonosítani, hogy mely nyílthalmazt nevezte el M47-nek.

## Tudományos adatok
Az M47 legfényesebb csillaga B2 színképtípusú. A halmaz becsült kora 78 millió év, és kb. 9 km/s sebességgel távolodik tőlünk.